# Biciklistička staza
Biciklistička staza je put namenjen isključivo za kretanje bicikala.
Biciklistička infrastruktura obuhvata mrežu puteva i ulica koju koriste motorna vozila, izuzev onih puteva koji su zabranjeni za bicikliste (npr., mnogi auto-putevi), plus dodatne biciklističke staze koje nisu dostupne motornim vozilima, i, gde je to dozvoljeno, trotoari. Način na koji je javna mreža puteva dizajnirana, izgrađena i održavana može da ima znatan uticaj na upotrebljivost i bezbednost biciklista. Biciklistička mreža potencijalno može da obezbedi korisnicima direktne, praktične puteve kojima se smanjuju nepotrebi zastoji i prepreke u stizanju do odredišta. 

## Pravila saobraćanja na biciklističkim stazama (po važećem ZoBS)

### Ograničenja
- Vozač bicikla ne sme da se kreće biciklističkom stazom brzinom većom od 35 km/h.
- Na biciklističkim stazama za saobraćaj u oba smera vozila, vozač bicikla mora da se kreće desnom stranom u smeru kretanja vozila.

### Prvenstvo prolaza
- Vozač koji pri skretanju vozila preseca biciklističku stazu dužan je da propusti vozila koja se kreću stazom.
- Pešak je dužan da preko kolovoza i biciklističke staze prelazi pažljivo i najkraćim putem, nakon što se uveri da to može da učini na bezbedan način.
- Za regulisanje kretanja bicikala i mopeda na biciklističkim trakama ili stazama, mogu se upotrebljavati semafori sa trobojnim svetlima.

### Zabrane
- Biciklističkom stazom mogu saobraćati isključivo biciklisti. Ostalim vozilima, kao i pešacima, je zabranjeno saobraćanje.
- Vozač motornog vozila ne sme da zaustavi ili parkira vozilo na biciklističkoj traci, prelazu biciklističke staze preko kolovoza kao i na odstojanju manjem od pet metara od tog prelaza.

## Foto galerija biciklizma iz celog sveta
- Biciklizam u Brazilu
- Biciklistička staza u Portugalu
- Biciklistička staza u Čileu
- Biciklizam u Londonu
- Biciklizam u Ekvadoru
- Trans kanadska staza u Vankuveru, Britanska Kolumbija
- Los Anđeles 2010.
- Biciklizam u Los Anđelesu
- Biciklizam u Njujorku
- Njujork Tajms skver